# (3006) Livadia
(3006) Livadia (1979 SF11) – planetoida z pasa głównego asteroid okrążająca Słońce w ciągu 3,8 lat w średniej odległości 2,43 j.a. Odkryta 24 września 1979 roku.